# Thessalos fils de Jason
Pour les articles homonymes, voir Thessalos.
Dans la mythologie grecque, Thessalos (en grec ancien Θεσσαλός / Thessalós) est roi d'Iolcos en Thessalie.
Il n'est cité que par Diodore de Sicile : fils de Jason et Médée alors que ceux-ci sont installés à Corinthe, il a un frère jumeau, Alciménès. Seul rescapé du massacre par Médée de ses enfants, il est ensuite élevé à Corinthe. Devenu adulte, il part à Iolcos où il monte sur le trône en profitant de la mort du roi Acaste et de son ascendance (Jason était originaire d'Iolcos). Il aurait peut-être donné son nom aux Thessaliens.